# Loi sur l'extradition (Canada)
Pour les articles homonymes, voir Loi sur l'extradition.
La Loi sur l'extradition  est une loi fédérale canadienne adoptée en 1999 qui régit les procédures d'extradition.

## Résumé de certaines dispositions importantes
Le Canada a des partenaires d'extradition avec lesquels il conclut des traités d'extradition. Quand un citoyen canadien est accusé d'avoir violé une loi d'un pays, que cette loi étrangère est sanctionnée par une peine d'emprisonnement ou une autre forme de privation de liberté et que l'ensemble des actes sanctionnés aurait constitué une infraction criminelle s'ils avaient été commis au Canada, la personne accusée à l'étranger peut être arrêtée en vue de son extradition, d'après l'article 3 de la loi.
L'article 12 de la loi prévoit l'arrestation provisoire à la demande du ministre. Le fardeau pour l'arrestation est léger : il suffit que le ministre soit convaincu que l'infraction alléguée satisfait aux critères de l'article 3 et que le partenaire demande l'extradition. L'article 13 de la loi donne au juge le pouvoir de lancer un mandat d'arrestation provisoire en vertu de la loi sur demande ex parte du procureur général du Canada quand son arrestation est nécessaire dans l’intérêt public, elle réside habituellement au Canada et elle fait l'objet d'une condamnation ou son arrestation a été ordonnée.
L'article 23 (3) de la loi dispose que le ministre « peut à tout moment annuler l’arrêté; le tribunal est alors tenu d’ordonner la mise en liberté de la personne et d’annuler les ordonnances relatives à la liberté provisoire et l’incarcération ».
Les articles 44 et suivants énoncent les motifs de refus d'extradition. Les critères peuvent inclure des considérations politiques (tyrannie) ou des considérations liées à des motifs discriminatoires d'États étrangers :  soit l’extradition serait injuste ou tyrannique compte tenu de toutes les circonstances, soit la « demande d’extradition est présentée dans le but de poursuivre ou de punir l’intéressé pour des motifs fondés sur la race, la nationalité, l’origine ethnique, la langue, la couleur, la religion, les convictions politiques, le sexe, l’orientation sexuelle, l’âge, le handicap physique ou mental ou le statut de l’intéressé, ou il pourrait être porté atteinte à sa situation pour l’un de ces motifs ». Le ministre peut aussi refuser s'il est convaincu que l'accusé risque la peine capitale en cas d'extradition.
L'article 46  de la loi sur l'extradition énonce des cas de refus obligatoire par le ministre : lorsque la poursuite est prescrite en vertu du droit du partenaire, lorsque les actes reprochés constituent une infraction militaire ou lorsque les actes reprochés constituent une infraction politique. L'article 46 (2) énonce que des  infractions prévues par un accord multilatéral auquel le Canada est partie ou les infractions graves comme le meurtre, l'homicide involontaire coupable, l'infliction de lésions corporelles graves, l'agression sexuelle, l'enlèvement, le rapt, la prise d'otage ou l'extorsion, l'utilisation d'explosifs et les infractions inchoatives ne peuvent pas être considérés comme des crimes politiques. 
L'art. 47 de la loi énonce d'autres cas de refus du ministre : double péril, contumace sans révision du procès, accusé mineur au moment des faits, poursuite pénale simultanée au Canada, aucune acte n'a été commis dans le ressort du partenaire.

## Aspects politiques
La Loi sur l'extradition est parfois critiquée au motif que l'extradition vers d'autres pays est jugée trop facile, que les critères ne sont pas assez stricts et que les personnes recherchées par un système pénal étranger ont de fortes chances d'être arrêtées puis extradées même en l'absence de preuves canadiennes ou étrangères solides. Les partisans d'une réforme de la loi mentionnent parfois l'affaire du sociologue Hassan Diab comme un exemple d'un cas problématique décidé en vertu de la loi actuelle, car l'accusé a été extradé puis détenu longtemps en prison en France dans l'attente de son procès alors que les preuves françaises contre lui n'étaient pas très probantes.
L'ancien premier ministre Jean Chrétien défend la loi, qui a été adoptée quand il était premier ministre, au motif que la discrétion importante accordée au ministre plutôt qu'aux juges pour libérer une personne en procédure d'extradition est un avantage qui peut servir l'intérêt national. Il tient ces propos en réaction à l'affaire Meng Wanzhou, une femme d'affaires chinoise dont l'arrestation à la demande des États-Unis avait provoqué une crise diplomatique avec la Chine. Il affirme que les taux d'extradition élevés résultent de gouvernements qui traitent cette loi sous un angle purement juridique et qui refusent d'assumer leurs pouvoirs discrétionnaires, alors que les critères de refus d'extradition ont toujours été largement discrétionnaires.